# Battaglia di Mombaldone
La battaglia di Mombaldone fu combattuta l'8 settembre 1637 tra le truppe sabaude e quelle spagnole; si concluse con la rotta di queste ultime.

## Antefatti
Nel 1635, il Ducato di Savoia aderì alla lega di Rivoli, promossa dalla Francia contro la Spagna. Una prima battaglia degna di nota tra piemontesi e spagnoli in questa guerra avvenne a Tornavento dove, il 22 giugno 1636, i franco-sabaudi ottennero una vittoria a seguito dell'intervento di Vittorio Amedeo I di Savoia.

## Svolgimento

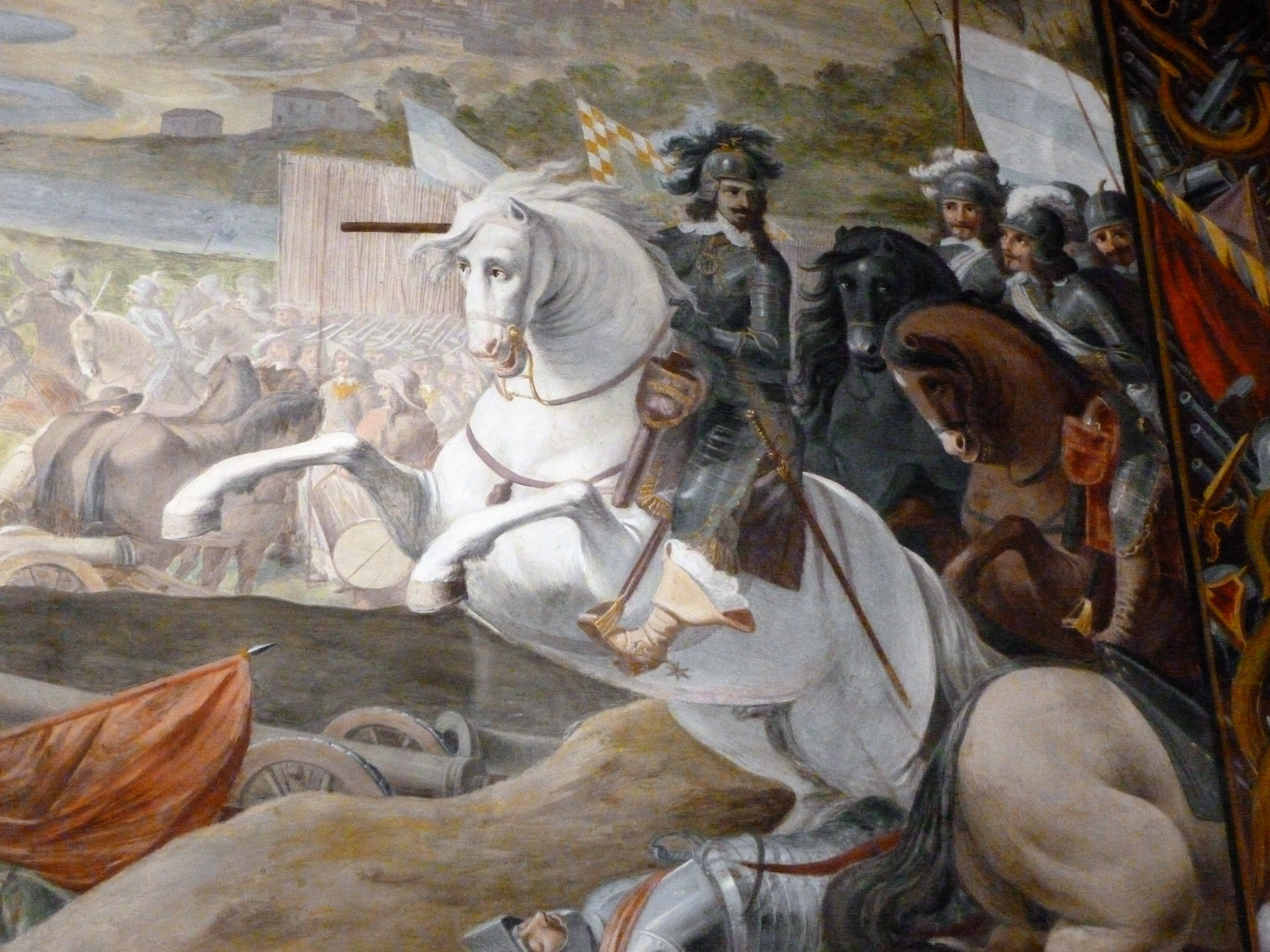
Primo piano di Vittorio Amedeo I a Mombaldone.

Don Marino d'Aragona, inviato in direzione di Finale dal Marchese di Leganes, trovò la valle della Bormida occidentale in mano ai ducali, che avevano occupato Millesimo e il castello del Cengio. Si incamminò quindi per la valle della Bormida orientale. Giunto alle Carcare, ebbe avviso che il Duca di Savoia muoveva contro di lui per troncargli il ritorno. Scese quindi verso Bestagno, dove lo aspettavano validi rinforzi. Ma all'uscire della terra di Mombaldone incappò nell’avanguardia ducale comandata dal marchese Villa. Il  combattimento fu intenso e il sopraggiungere del Duca di Savoia decise la giornata in favore dei piemontesi. Gli spagnoli ebbero 200 morti e altrettanti prigionieri, ma soprattutto persero tutti e sei i pezzi di cannone e le loro provvigioni, ed ebbero un gran numero di fuggitivi, dispersi e uccisi dai paesani.
(Relazione sabauda della battaglia)
Il duca poté quindi celebrare la vittoria.
(Vittorio Amedeo I di Savoia)

## Dopo la battaglia
La sera del 25 settembre 1637, Carlo III di Créqui offrì al duca di Savoia una sontuosa cena, al termine della quale molti convitati si sentirono male e furono costretti a rimanere a letto. Vittorio Amedeo venne trovato grave; morì a Vercelli  alle ore 2 e 30 del mattino del 7 ottobre per una probabile intossicazione alimentare, ma si sospettò di avvelenamento. Lasciò alla moglie la reggenza per il figlio.

## Rievocazione storica
Ogni anno tra la fine di agosto e l'inizio di settembre, una rievocazione storica dal titolo "Historia Montis Baudonis" mette in scena, a ciclo, gli episodi più significativi accaduti a Mombaldone e dintorni. Tra questi è presente la battaglia dell'8 settembre 1637.